# Litchfield (Illinois)
Litchfield és una població dels Estats Units a l'estat d'Illinois. Segons el cens del 2000 tenia 6.815 habitants.

## Demografia
Segons el cens del 2000, Litchfield tenia 6.815 habitants, 2.772 habitatges, i 1.785 famílies. La densitat de població era de 517 habitants/km².
Dels 2.772 habitatges en un 31,3% hi vivien nens de menys de 18 anys, en un 48,7% hi vivien parelles casades, en un 11,9% dones solteres, i en un 35,6% no eren unitats familiars. En el 32,5% dels habitatges hi vivien persones soles el 17% de les quals corresponia a persones de 65 anys o més que vivien soles. El nombre mitjà de persones vivint en cada habitatge era de 2,37 i el nombre mitjà de persones que vivien en cada família era de 2,97.
Per edats la població es repartia de la següent manera: un 25,6% tenia menys de 18 anys, un 7,5% entre 18 i 24, un 26,6% entre 25 i 44, un 20% de 45 a 60 i un 20,3% 65 anys o més.
L'edat mediana era de 38 anys. Per cada 100 dones de 18 o més anys hi havia 80,3 homes.
La renda mediana per habitatge era de 28.717 $ i la renda mediana per família de 34.139 $. Els homes tenien una renda mediana de 26.238 $ mentre que les dones 19.545 $. La renda per capita de la població era de 14.612 $. Aproximadament el 15,7% de les famílies i el 16,6% de la població estaven per davall del llindar de pobresa.

## Poblacions més properes
El següent diagrama mostra les poblacions més properes.